# Kloroszeptil
A kloroszeptil egy szulfonamid fertőtlenítőszer, melyet  fertőzött sebek, égési sérülések, felfekvés, váladékozó fekélyek, feltárt gennyes sebek kezelésére használnak.

## Védjegyezettnevű készítmények
- Reseptyl-Urea (Wagner)